# Van Dalepark

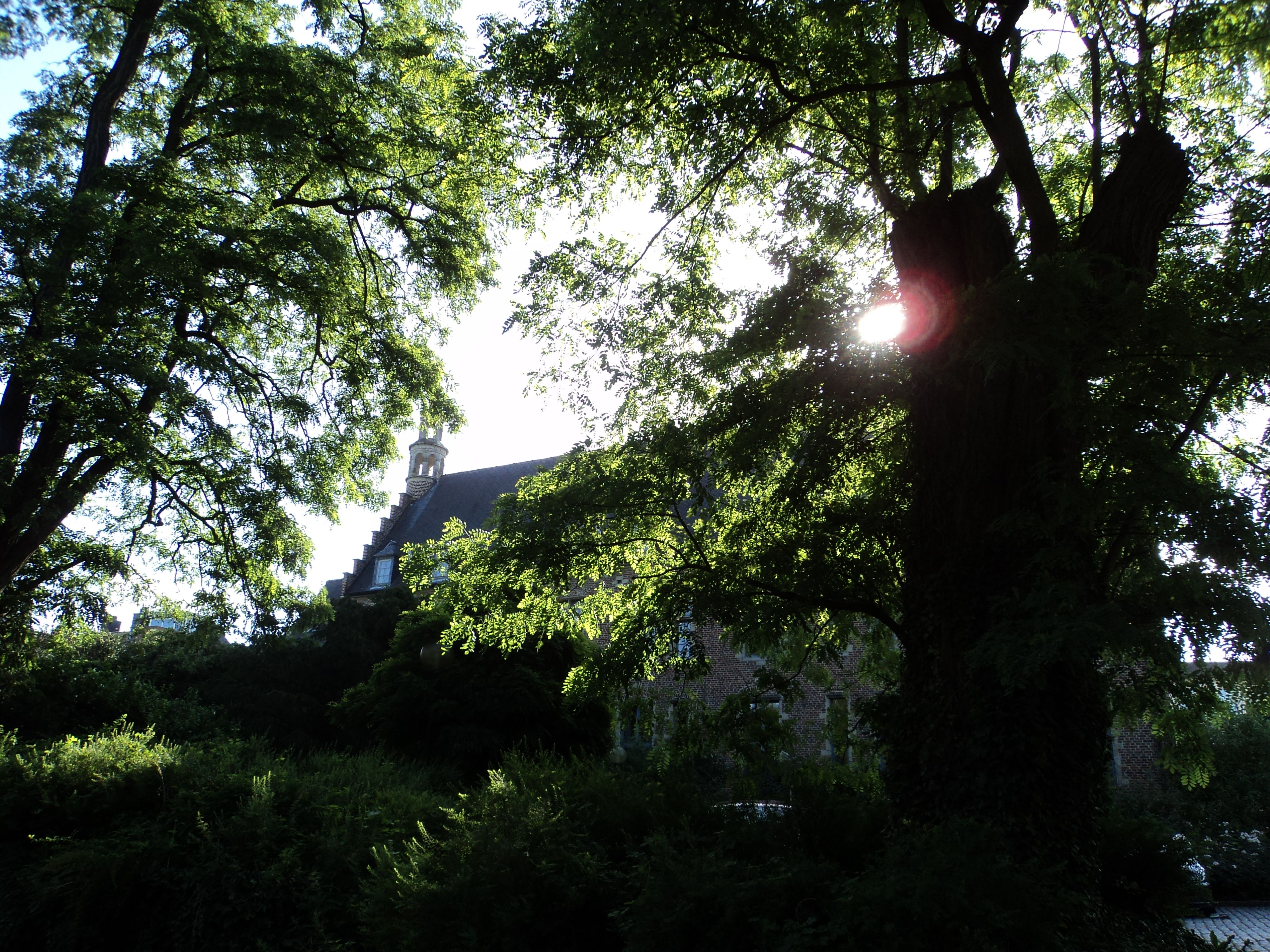
Het Van Dalecollege gezien vanuit het park

Het Van Dalepark is een park in de Belgische stad Leuven. Het situeert zich achter het Van Dalecollege in de Naamsestraat en tussen de Ramberg en de Schapenstraat. Aan alle drie de straten is een ingang naar het park.

## Geschiedenis
Het Van Dalepark omvat de voormalige tuin van het Van Dalecollege, dat in 1569 door Pieter van Dale werd gesticht. Dit gebouw was aanvankelijk een studentenhuis en later eigendom van de stad Leuven, maar is thans in handen van de Katholieke Universiteit Leuven die er onder meer de diensten Studentenvoorzieningen huisvest.
De naar het westen afhellende tuin was in drie delen opgedeeld. De vlakke zone bij het collegegebouw werd door een muur met rondboogdoorgang van een wijngaard en een boomgaard bij de Schapenstraat afgesloten. De tuin was ommuurd, in het zuiden door de eerste stadsmuur begrens, in het westen door de Schapenstraat en in het noorden door het Raamstraatje (Ramberg). In het westen stond de Wolvenpoort.
Sinds 2009 is de site, inclusief de tuin, als monument beschermd.
De tuin wordt door de stad Leuven beheerd. In 2017 werd er een natuurleerpad ingericht, het Dijlewolvenpad. De Leuvense centrumscholen gebruiken dit als buitenklas.

## Galerij

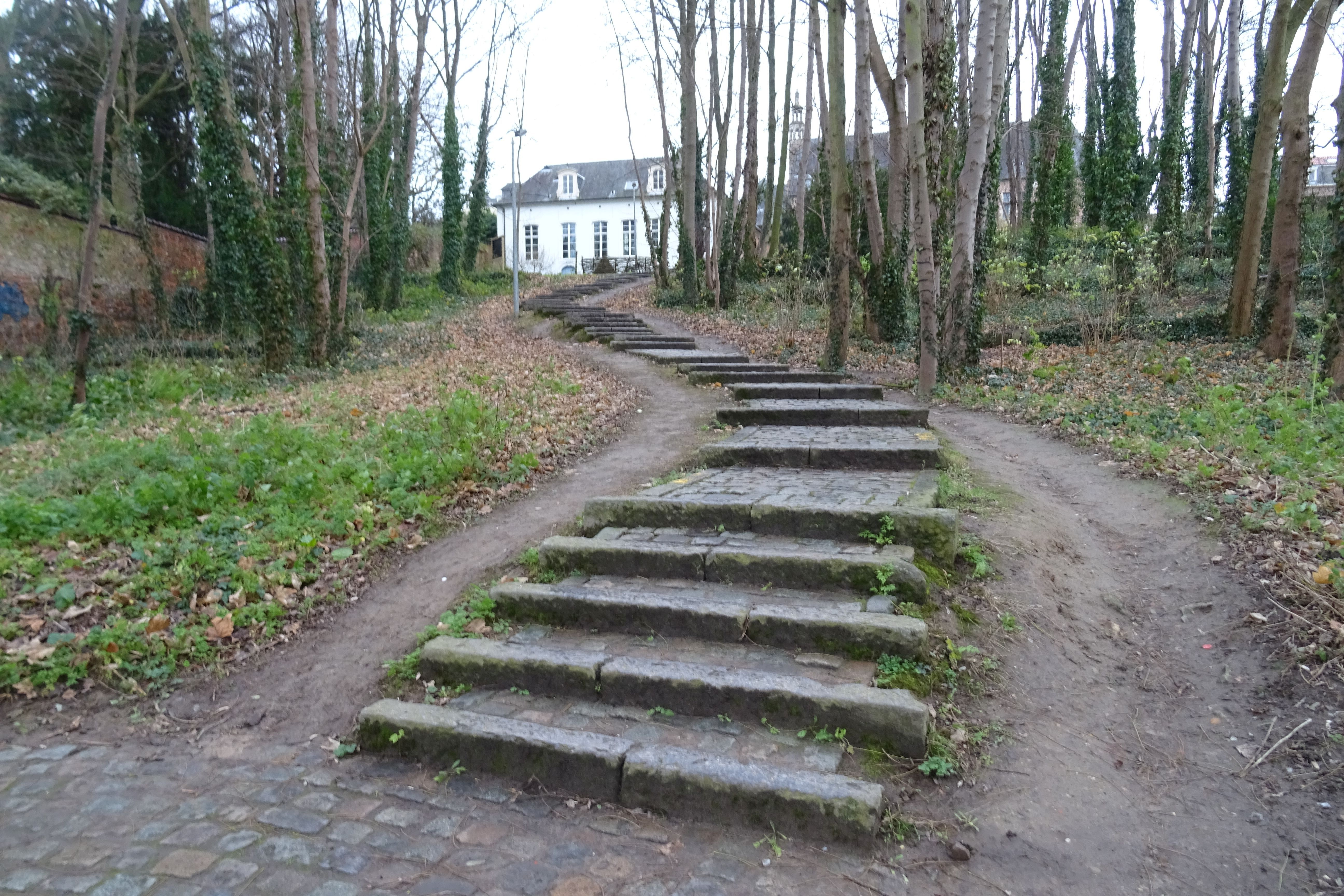
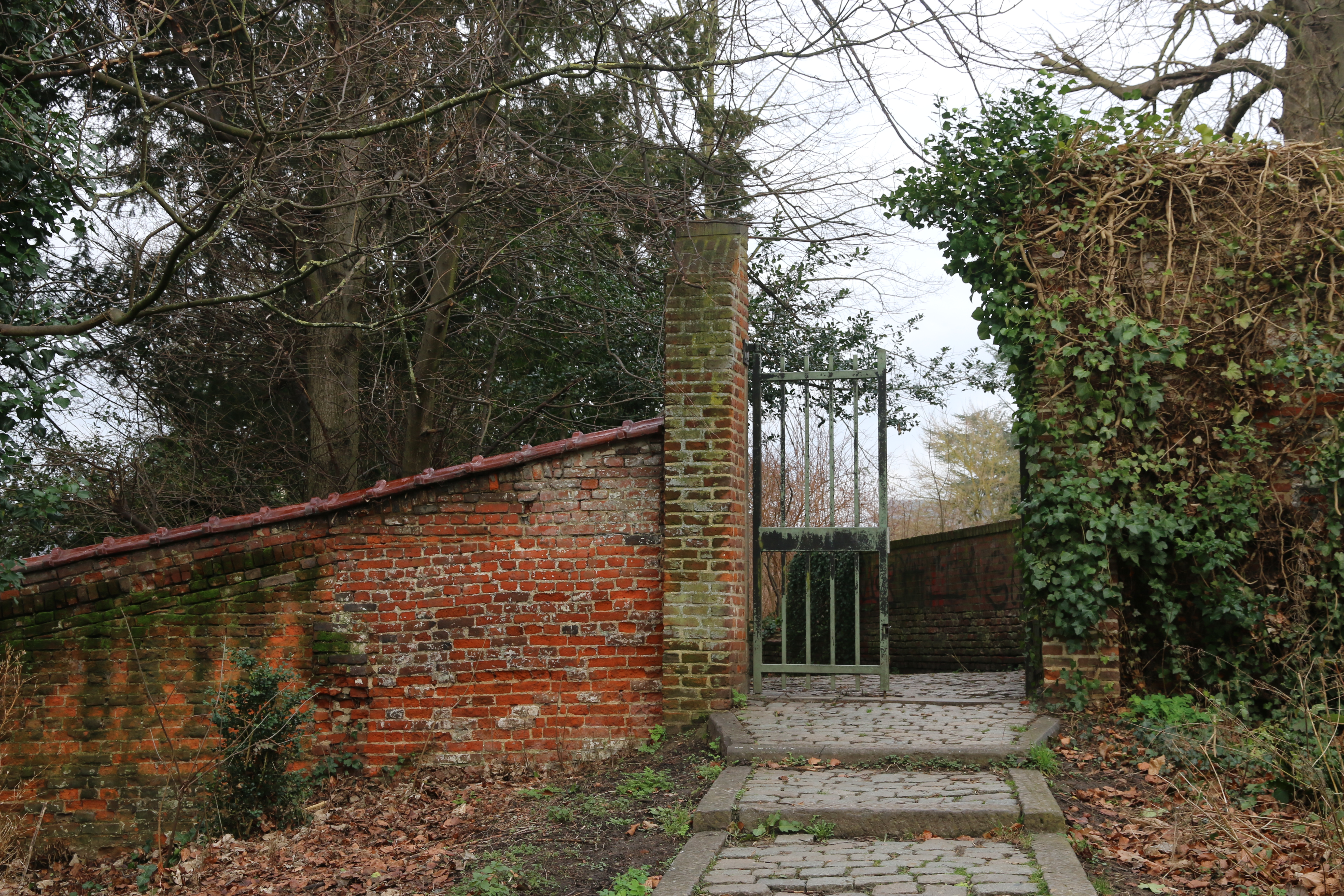
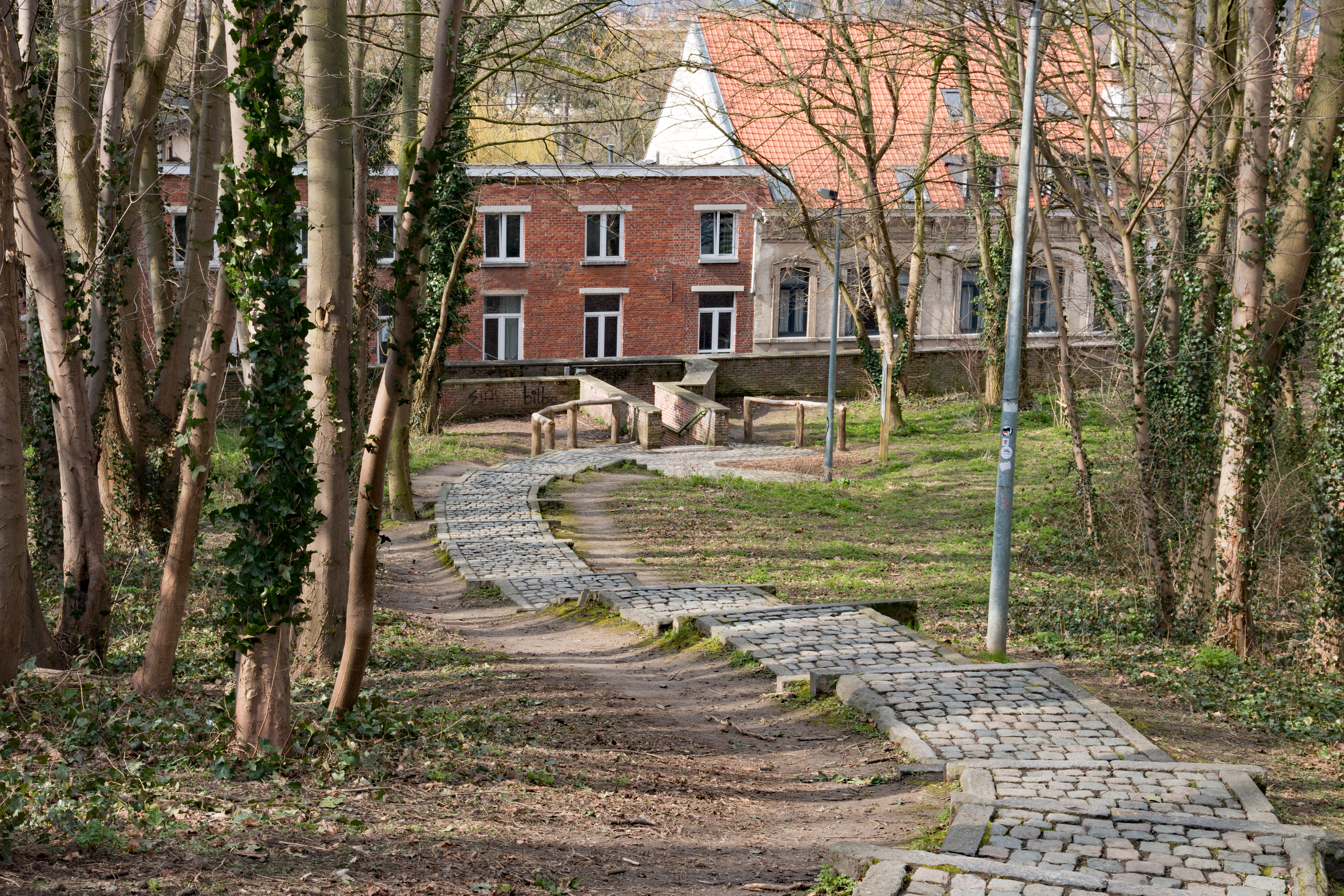
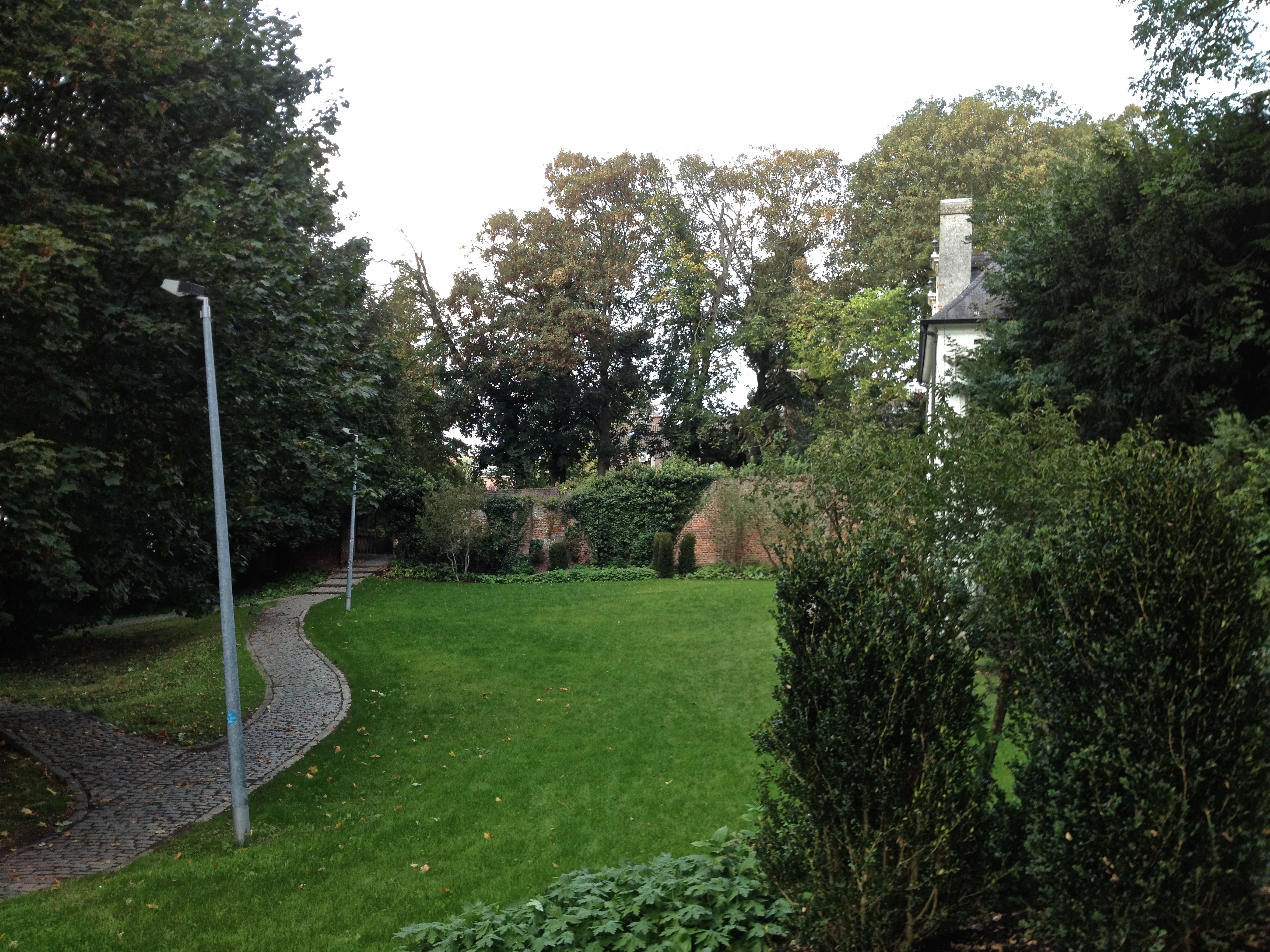
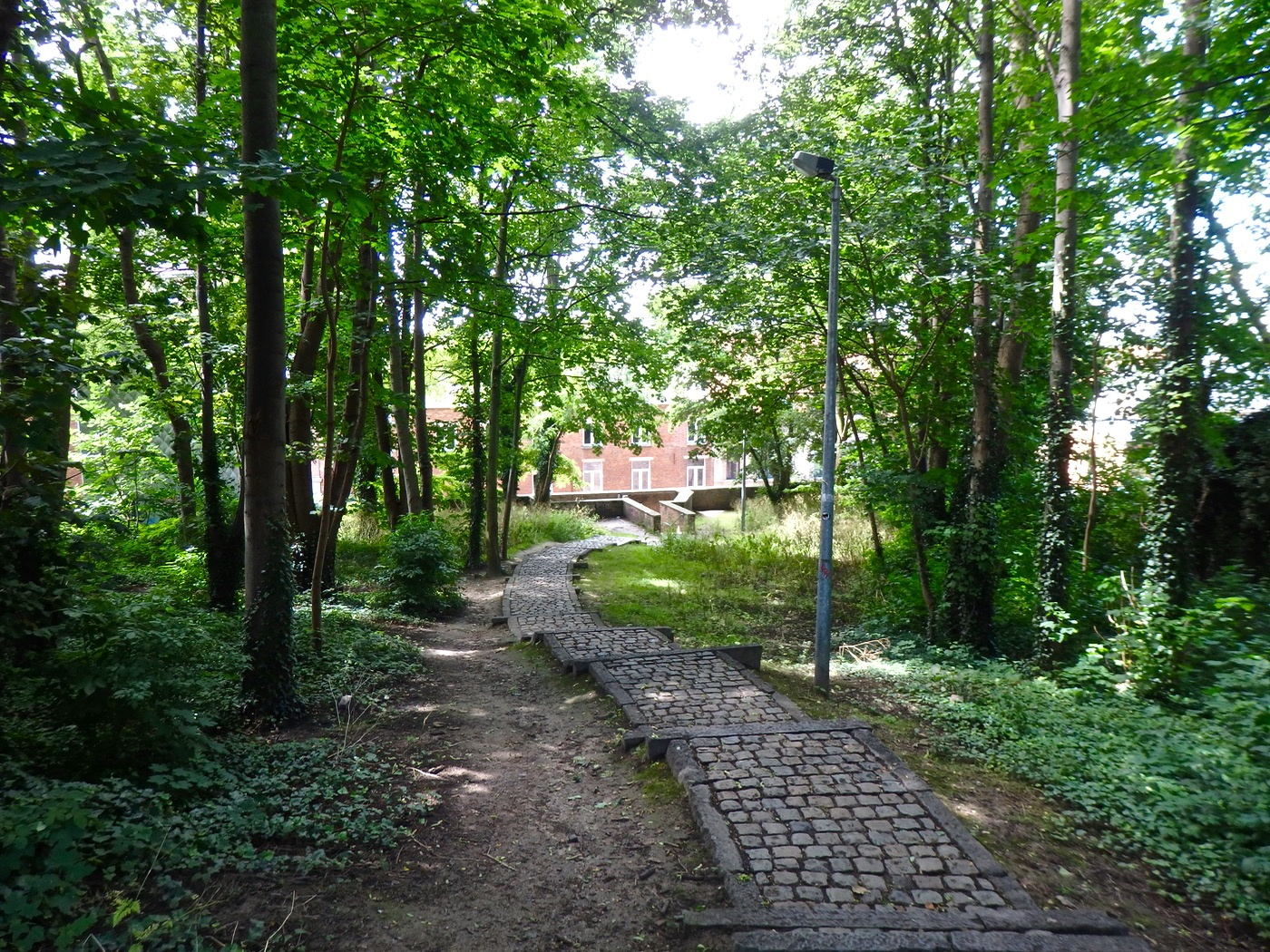